# ENTERTAINMENT (SEKAI NO OWARIのアルバム)
『ENTERTAINMENT』（エンターテインメント）は、SEKAI NO OWARIのメジャー1枚目、通算2枚目のアルバム。2012年7月18日にトイズファクトリーより発売された。

## 内容
前作『EARTH』から約2年3ヶ月ぶり、改名後およびメジャーデビュー後としては初のオリジナルアルバム。
Fukaseは今作について「『EARTH』完成後のコンセプトのない2年半の記録」としており、前作とは異なり「メロディがポップであるほど自然とアレンジの幅も広がる」とし奇を衒ったことはしないようにしたという。またSaoriの「個曲同じ熱量を注いで制作しているので入れない理由がない」という意見に伴い、シングル表題曲に加えカップリングも全曲収録されている
。
ジャケットのデザインは、ロンドンのクリエイティブ集団・Stylorougeが手掛けており、バンドメンバーの「この世界にあるポジティブなもの、ネガティブなもの、全て含めてエンタテインメントである」という思考が表現されている。StylorougeがSEKAI NO OWARIの『EARTH』を聴き、音楽とアートに惚れ込んだことがきっかけとなり、今回のコラボレーションが実現した。
初回限定盤と通常盤の2形態で発売され、収録限定盤には特典として2011年11月22日に日本武道館で開催されたワンマンライブ『SEKAI NO OWARI at 武道館』の模様が収録されたDVDが同梱された。
今作は『第54回日本レコード大賞』で優秀アルバム賞を受賞、前作『EARTH』に引き続き、第5回・CDショップ大賞にも入賞した。

## 収録曲
1. The Entrance [0:48]
編曲：SEKAI NO OWARI
補編曲：保本真吾
2. スターライトパレード [5:41]
作詞：Fukase
作曲：Nakajin
編曲：SEKAI NO OWARI
ストリングスアレンジ：今野均
メジャー2ndシングルの表題曲。
3. ファンタジー [3:44]
作詞・作曲：Fukase
編曲：SEKAI NO OWARI
両A面からなるインディーズ2ndシングルの表題曲。
4. illusion [4:40]
作詞：Fukase
作曲：Saori、Fukase
編曲：SEKAI NO OWARI
Fukaseはこの楽曲について「自分より下の世代に向けて、歌詞というより論文みたいな感じで書いた」という[1]。
5. 不死鳥 [5:48]
作詞：Fukase
作曲：Nakajin
編曲：SEKAI NO OWARI
メジャー1stシングルの収録曲。
6. 天使と悪魔 [4:34]
作詞・作曲：Fukase
編曲：SEKAI NO OWARI
両A面からなるインディーズ2ndシングルの表題曲。
7. Love the warz [5:22]
作詞：Fukase
英補作詞：Nelson Babin-coy
作曲：Fukase
編曲：SEKAI NO OWARI
ストリングスアレンジ：今野均
8. Never Ending World [4:30]
作詞：Fukase
作曲：Saori
編曲：SEKAI NO OWARI
ストリングスアレンジ：今野均
メジャー1stシングルの収録曲。
9. 生物学的幻想曲 [3:46]
作詞・作曲：Fukase
編曲：SEKAI NO OWARI
メジャー3rdシングルのカップリング曲。
10. TONIGHT [4:18]
作詞・作曲：Nakajin
編曲：SEKAI NO OWARI
初めてNakajinが作詞・ボーカルを担当した楽曲[7]。
元々は初の武道館ライブで一度だけ歌う予定で制作された。
11. yume [3:16]
作詞：Fukase
作曲：Saori
編曲：SEKAI NO OWARI
メジャー2ndシングルのカップリング曲。
12. 花鳥風月 [4:39]
作詞：Saori
作曲：Fukase
編曲：SEKAI NO OWARI
メジャー1stシングルの収録曲。
13. 炎の戦士 [4:39]
作詞・作曲：Nakajin
編曲：SEKAI NO OWARI
TONIGHTに続きNakajinがボーカルを担当した楽曲[7]。終盤に制作され、良い意味で吟味せず短期間で完成させてレコーディングしたという[1]。
14. Fight Music [4:18]
作詞・作曲：Fukase
編曲：SEKAI NO OWARI
ストリングスアレンジ：今野均
初めて生のホーンとマンドリンを取り入れた楽曲[7]。
15. 眠り姫 [5:31]
作詞・作曲：Fukase
編曲：SEKAI NO OWARI
補編曲：保本真吾
メジャー3rdシングルの表題曲。
16. 深い森 [5:21]
作詞：Fukase
英補作詞：Nelson Babin-coy
作曲：Fukase
編曲：SEKAI NO OWARI
バンド結成前からデモ音源が存在しており、イメージを膨らませながら時間をかけて制作された楽曲。そのため、イントロのピアノのフレーズはSaoriが作ったわけではないという。歌詞を英詞にしてボーカルにオートチューンを使用して完成された。また、歌詞にある「End of the world」という言葉からインスピレーションを受けてバンド名になったという。また、Nakajinはこの楽曲について「ギターソロを作るのに1曲分のメロディを仕上げるくらいの労力と時間をかけた」と語っている[1]。

## 収録映像曲
本編
1. スターライトパレード
2. 虹色の戦争
3. 天使と悪魔
4. Never Ending World
5. 死の魔法
6. 不死鳥
7. yume
8. TONIGHT
9. 白昼の夢
10. 世界平和
11. Love the warz
12. 花鳥風月
13. 幻の命
14. ファンタジー
15. 青い太陽

アンコール
1. 眠り姫
2. インスタントラジオ

## 参加ミュージシャン
SEKAI NO OWARI
- Nakajin：Sound Produce & Guitar & Vocal
- Fukase：Vocal & Guitar
- Saori：Piano
- DJ LOVE：DJ

Additional Musician
- Ikoman：Manipulator (#3,6)
- 松本慶一：Manipulate Support (#3,6)
- 四家卯大ストリングス：Strings (#6)
- 今野均：Violin (#2,7,8,14)
- 真部裕：Violin (#2,14)、Viola (#2)
- 押鐘貴之：Violin (#8,14)
- 岡部磨知：Violin (#8,14)
- 藤堂昌彦：Violin (#7)
- 田島朗子：Violin (#8)
- 入江茜：Violin (#8)
- 氏川恵美子：Violin (#8)
- 梶谷裕子：Violin (#8)
- 岡部憲：Violin (#8)
- 山岸千恵：Violin (#8)
- 石橋尚子：Violin (#8)
- 岩田慶子：Violin & Viola (#13)
- 伊能修：Violin (#14)
- 徳永友美：Violin (#14)
- 岡さおり：Viola (#2,7)
- 大沼幸江：Viola (#8)
- 島岡智子：Viola (#8)
- 笠原あやの：Cello (#2,8)
- 結城貴弘：Cello (#7)
- 岩永知樹：Cello (#8)
- 吉井有紗：Cello (#13)
- 赤池光治：Contrabass (#7)
- 鈴木正則：Trumpet (#14)
- 中野勇介：Trumpet (#14)
- 竹上良成：Alto Sax (#14)
- 鹿討奏：Trombone (#14)

## タイアップ
- 『第1回「はじめまして、ラジオです。IN 渋谷」』キャンペーンソング (#2)
- トヨタ自動車『ラクティス』CMソング (#2)
- 演劇集団キャラメルボックス『流星ワゴン』オープニングテーマ (#2)
- テレビ朝日系列日曜ナイトドラマ『霊能力者 小田霧響子の嘘』主題歌 (#6)
- テレビ東京系列音楽番組『JAPAN COUNTDOWN』2011年8月度エンディングテーマ (#12)